# Asparagus buchananii
Asparagus buchananii — вид рослин із родини холодкових (Asparagaceae).

## Біоморфологічна характеристика
Це сланкий кущ заввишки до 5 метрів. Гілки голі, від блідо-коричневого до сіруватого, гладкі, блискучі, з шипами на основних гілках довжиною до 4 см. Кладодії в пучках по 3–5, шилоподібні, 10–18(27) × ≈ 0.5 мм. Суцвіття прості, рідше складне китиця 15–70 мм завдовжки. Листочки оцвітини від білого до кремового забарвлення, 2–3 мм завдовжки. Тичинки з пиляками жовті чи темні. Ягода червона, від округлої до зворотно-яйцюватої, 5–7 мм у діаметрі, 1–3 насінна.

## Середовище проживання
Ареал: пд.-зх. Ефіопія, Ангола, Ботсвана, Бурунді, Кенія, Малаві, Мозамбік, Намібія, Руанда, Сомалі, Судан, Свазіленд, Танзанія, Уганда, Замбія, Заїр, Зімбабве пн. ПАР.
Населяє трав'янисті місцевості, лісисті луки, сухі чагарники, відкриті ліси на висотах (0)150–2250 метрів.